# هیرویوکی نیشیجیما
هیرویوکی نیشیجیما (انگلیسی: Hiroyuki Nishijima؛ زادهٔ ۷ آوریل ۱۹۸۲) بازیکن فوتبال اهل ژاپن است.
از باشگاه‌هایی که در آن بازی کرده‌است می‌توان به باشگاه فوتبال یوکوهاما، باشگاه فوتبال سانفریس هیروشیما، باشگاه فوتبال کونسادول ساپورو، و باشگاه فوتبال ویسل کوبه اشاره کرد.